# Charles Plumier
Charles Plumier (20 de abril de 1646 - 20 de noviembre de 1704) fue un religioso y botánico francés.

## Biografía
Nació en Marsella, a los dieciséis entró a la Orden de los Mínimos. Se dedicó a estudiar matemática y física, elaboró instrumentos para física, dibujante y pintor.
Al ser enviado al monasterio francés de Trinità dei Monti en Roma, Plumier estudió Botánica. A su regreso a Francia, fue discípulo de Joseph Pitton de Tournefort, a quien acompañó a las expediciones botánicas.
Sus 31 manuscritos documentan más de 4.300 especies de plantas, entre ellas Fuchsia.

## Obra
- Description des plantes de l'Amérique. París, 1693

- Nova plantarum americanarum genera. París, 1703-1704

- Traité des fougères de l'Amérique. París, 1705

- L'Art de tourner. Lyon, 1701
  - L'art de tourner en perfection edición de 1749, numerizó Christian Lavigne (Ars Mathematica) con un ejemplar de la Biblioteca de Verdún (Meuse)
  - L'art de tourner en perfection, París, Jombert, 1749

- Plantarum americanarum, quas olim Carolus Plumierus detexit. Ámsterdam, publicación póstuma por Herman Boerhaave, 1668-1738, 1755-1760
  - Fascs. 1 a 5 y 6 a 10 con ilustraciones, en Botanicus.org

## Honores

### Eponimia
El género Plumeria Tourn. ex L. (originalmente llamada Plumiera) fue dedicado por Tournefort a su nombre.
- La abreviatura «Plum.» se emplea para indicar a Charles Plumier como autoridad en la descripción y clasificación científica de los vegetales.[2]